# Zbigniew Syka
Zbigniew Syka   (Bydgoszcz, 24 de març de 1936 - Polònia, 2 d'agost de 1996) fou atleta polonès, especialista en curses de velocitat, que va competir durant les dècades de 1950 i 1960.
El 1964 va prendre part en els Jocs Olímpics d'Estiu de Tòquio, on quedà eliminat en sèries en la prova dels 4x100 metres del programa d'atletisme.
En el seu palmarès destaca una medalla de plata en els 4x100 metres del Campionat d'Europa d'atletisme de Belgrad 1962. Formà equip amb Jerzy Juskowiak, Andrzej Zieliński i Marian Foik. També guanyà dos campionats nacionals, en els 4x100 metres el 1962 i en els 4x400 metres el 1961. A més a més va millorar dues vegades el rècord polonès dels 4x100 metres.

## Millors marques
- 100 metres. 10.3" (1963)
- 200 metres. 21.1"
- 400 metres. 48.3"[4][1]